# 加江田塾
加江田塾（かえだじゅく）は1995年7月に宮崎県宮崎市で設立された新宗教。黄色をシンボルカラーとしており、会員の服や情報誌などは、黄色を基調としていた。
本部は宮崎市の中心部から約15km南の新興住宅街の宮崎市加江田にあり、宮崎市南方町にも1997年に設立した第二の拠点があった。宮崎県警察によれば、カルト的な活動をしており、会員600人と自称していたが、信者は約30人で、文化庁や宮崎県に宗教法人としての届出はしていなかった。

## 概要
1994年頃、本塾代表の東（ひがし）純一郎が、自らを創造主「タオ」の代理人と考えるようになり、1995年7月に、会計担当幹部とともに宮崎県に設立。セミナーを開催し、参加者の人生相談等に応じる。塾では、タオと参加者両者が擬似家族的な生活が営まれていた。病気の原因は、愛されなかったことによる恨みから来るものであって、タオの意思により病気を治すことができるとし、 「波動療法」という祈祷行為を行っていた。
また、東純一郎は1986年11月から1989年夏か秋まで統一教会員だった。
高額の寄付金や、宮崎県、鹿児島県、大阪市貝塚市を中心とした女性向けの求人情報誌「Woman ア・ラ・カ・ル・ト」、ホテル、ラーメン店、マッサージ店営業、演歌歌手のコンサートなどで運営資金を獲得していた。

## 加江田塾子どもミイラ事件
2000年1月20日、宮崎県警捜査一課、宮崎南警察署の家宅捜索でミイラ化した2遺体が発見された。1体は重い腎臓病のネフローゼ症候群を患った男児で1997年に塾で預かるが、1998年1月13日に肺水腫による呼吸不全で死亡（6歳）。もう1体は1999年2月13日に塾生が共同生活で出産した呼吸障害もあった重度の未熟児（体重約1500g）の男児。「復活させるためにお清めを続けていた」と、塾側は主張したが、塾代表の東と塾幹部の女が逮捕され、死体遺棄罪、保護責任者遺棄致死罪で起訴された。死亡当時6歳の男児の両親も保護責任者遺棄の疑いで書類送検されていたが、マインドコントロール下にあったと判断され、起訴猶予処分となった。
2000年5月1日、宮崎地方裁判所で行われた初公判で東らは自分たちに保護責任はなく、遺体を保護していたこと、祈祷類似行為ではなく自分たちが信じるところの治療行為を行っていたと無罪を主張した。同年6月15日までに保護責任者遺棄致死の疑いで書類送検されていた、死亡した乳児の母親が不起訴となった。
公判中に死亡した男児の母親は東代表らを許せないと訴えた。死亡した乳児の母親は自分に責任があり、東代表や塾幹部の女性の無罪を切望していると答えた。2001年12月4日の公判では検察側が、死体領得罪を訴因として追加した。
2002年3月26日、宮崎地方裁判所で2被告人に対して懲役7年（求刑懲役8年）の判決が言い渡された。2002年12月19日、福岡高等裁判所宮崎支部で控訴審判決があり、両被告人の控訴は棄却された。その後両被告人は上告したが、2003年10月1日までに、最高裁第一小法廷（泉德治裁判長）で上告を棄却する決定がなされた。

## 類似の事件
死者復活の類似事件としては、1987年3月に神奈川県藤沢市で男性のバラバラ死体が発見された事件（藤沢悪魔払いバラバラ殺人事件）、同年5月に福岡県北九州市の女性祈祷師宅からミイラ化した男児の遺体や女性の白骨化した遺体が発見された事件、1995年7月に福島県須賀川市で男女6人のミイラ化した変死体が発見された福島悪魔払い殺人事件、1999年11月に千葉県成田市のホテルで一部ミイラ化した遺体が発見されたライフスペースの事件などがある。